# Pelayos de la Presa
Pelayos de la Presa – miasto w Hiszpanii w zachodniej części wspólnoty autonomicznej Madryt, 63 km od Madrytu.